# 川东平行岭谷
川东平行岭谷又称盆东平行岭谷，覆盖中国四川省东部、重庆市大部和湖北省恩施土家族苗族自治州西部地区，面积广达5.3万平方千米，全为整齐分布的东北—西南走向山脉，共有30多条。岭谷主要山脉自西向东分别为华蓥山、铜锣山、明月山、铁锋山、木历山、挖断山、方斗山等。
岭谷地表呈现紧密褶皱，多背斜山、向斜谷，山地长可达300余千米，宽仅有5—8千米，相对高度多不足1000米。谷地一般宽数十千米。岭谷地形使得该地区出现多条平行的狭长平原，对人口分布、交通规划等产生显著影响。
该地区的襄渝铁路、渝达高速公路、渝宜高速公路即沿谷地而行，而渝怀铁路、宜万铁路、成渝高速公路、渝遂高速公路、沪渝高速公路和重庆绕城高速公路的一部分则与岭谷方向垂直，因此需要开辟诸多隧道。